# Kék kompakt törpegalaxis

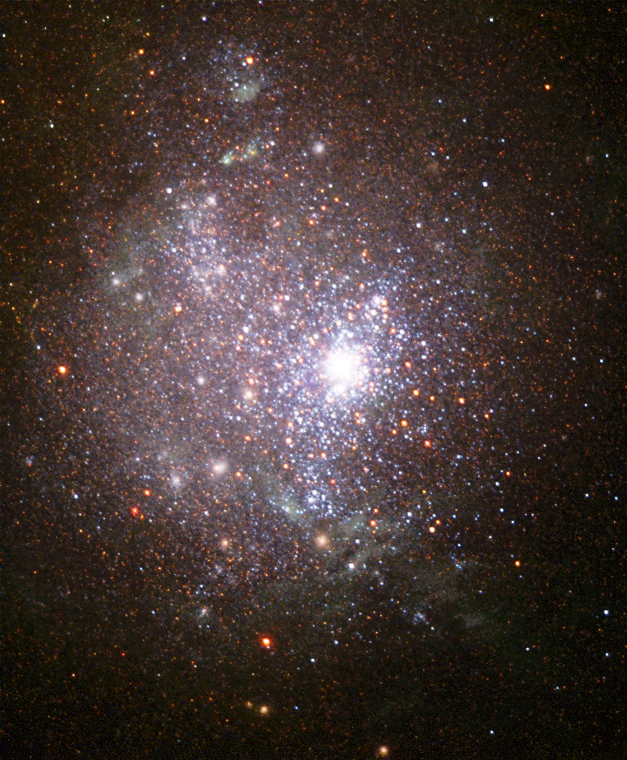
Az NGC 1705, egy közeli kék kompakt törpegalaxis, a Hubble űrtávcső képén

A kék kompakt törpegalaxisok a legtávolabbi és egyben a legrégebben, több milliárd éve keletkezett galaxisok. Nagy távolságuk miatt szerkezetükről nem sokat tudunk. Igen intenzív csillagkeletkezés folyik e galaxisokban. Valószínűsíthető, hogy III. populációs csillagokat tartalmaznak, amelyeket egyébként még nem sikerült kimutatni. Amennyiben ez igazolódik, egyben azt is jelenti, hogy a kék kompakt törpegalaxisok nagy tömegű, rövid életű, szupernóvaként felrobbanó csillagai voltak a Világegyetem következő, II. populációs csillagainak, illetve részben a csillagközi tér fémtartalmának létrehozói.
Közeli kék kompakt törpegalaxis például az NGC 1705, NGC 2915 és NGC 3353.